# Andrzej Szarmach
Andrzej Szarmach (ur. 3 października 1950 w Gdańsku) – polski piłkarz i trener piłkarski, olimpijczyk.
W latach 1973–1982 reprezentant Polski w piłce nożnej. Członek Klubu Wybitnego Reprezentanta. Srebrny medalista mistrzostw świata 1974 oraz mistrzostw świata 1982. Srebrny medalista i król strzelców igrzysk olimpijskich w Montrealu w 1976. Brązowy medalista młodzieżowych mistrzostw Europy 1974.
Szarmach był wychowankiem Polonii Gdańsk. W 1971 roku trafił do Arki Gdynia, aby po zaledwie jednym sezonie przenieść się do Górnika Zabrze, dla którego grał przez 4 sezony (1972–1976). Po odejściu z Górnika był zawodnikiem Stali Mielec (1976–1980), kolejno przez blisko 5 sezonów reprezentował Auxerre (1980–1985), a następnie Guingamp (1985–1987).  Jest członkiem Klubu 100, uwzględniającego piłkarzy, który strzelili co najmniej sto bramek na najwyższym szczeblu rozgrywek w Polsce.
Po zakończeniu kariery objął stanowisko grającego trenera w Clermont Foot (1987–1989). Następnie trenował inne drużyny francuskie, a w 1998 był szkoleniowcem Zagłębia Lubin.

## Początki

### Dzieciństwo
Urodził się 3 października 1950 roku w rodzinie Walerii z domu Lota (zm. w 1997 roku) i Jana (zm. w 1983 roku) Szarmachów, zamieszkałych w Gdańsku przy ulicy Malczewskiego. Ojciec był kierowcą w Stoczni Gdańskiej, matka zajmowała się domem i wychowywaniem licznego potomstwa. Andrzej był piątym dzieckiem w rodzinie Szarmachów. Miał siedmioro rodzeństwa: Henryka, Zygmunta, Jana, Mariana, Edwarda, Tadeusza i Czesława. Najstarsi: Henryk i Zygmunt urodzili się przed rozpoczęciem II wojny światowej, a pozostała piątka przyszła na świat po wyzwoleniu spod okupacji niemieckiej.
Edukację rozpoczął w Szkole Podstawowej nr 12 w Gdańsku, po czym ze względu na rejonizację został przeniesiony do Szkoły Podstawowej nr 14. W tym czasie uczestniczył w zajęciach tanecznych zespołu ludowego. Po ukończeniu szkoły podstawowej uczył się w Zasadniczej Szkole Budowy Okrętów w Gdańsku. Szarmach, po zdanych wstępnych egzaminach, mógł zostać uczniem w Morskiej Obsłudze Radiowej Statków w Gdyni. Musiał jednak zrezygnować, ponieważ wiązały się z tym dodatkowe koszty. Po zakończeniu edukacji rozpoczął pracę w Stoczni Gdańskiej jako monter kadłubowy.
Rodzice Andrzeja nie mieli nigdy do czynienia ze sportem. Trzech braci próbowało sił w piłce nożnej. W szkole podstawowej trenował siatkówkę i piłkę ręczną pod okiem Józefa Kopaczeli, byłego reprezentanta Polski w siatkówce.

### Początek kariery piłkarskiej
W 1968 roku Szarmach wygrał turniej szkół średnich w Gdańsku i pojechał na Ogólnopolskie Igrzyska Młodzieży Szkolnej do Lublina. Szarmach zdobył w nich tytuł króla strzelców i pod groźbą nieskończenia szkoły został wciągnięty do juniorów Polonii Gdańsk przez trenera Ludwika Arnolda. Trenował w tajemnicy przed rodzicami, dla których najważniejsza była nauka. W sezonie 1969/1970 wracając rowerem z wygranych derbów przeciwko Lechii Gdańsk, Szarmach został zaatakowany przez kibica. Rana na plecach okazała się na tyle rozległa, że wymagane było szycie dwunastoma szwami i zagipsowanie korpusu. W 1970 roku działająca przy Stoczni Gdańskiej Polonia i RKS Stocznia Północ połączyły się w jeden klub – Stoczniowiec Gdańsk, w którym grę rozpoczął Szarmach. Dobrymi występami w III lidze zwrócił na siebie uwagę Arki Gdynia, do której przeniósł się w sezonie 1971/1972.

## Kariera piłkarska

### 1971–1972: Arka Gdynia
W sezonie 1971/1972 Szarmach trafił do drugoligowej Arki Gdynia. Do zmiany klubu namówił go zawodnik Arki, Jan Erlich. Transfer odbył się na zasadzie zatrudnienia Szarmacha w Stoczni Gdyńskiej i oddelegowaniu go do klubu piłkarskiego. W meczu ze Śląskiem Wrocław doznał złamania obojczyka i przez pięć tygodni pauzował. Rundę jesienną zakończył z pięcioma bramkami na koncie. W wygranym spotkaniu przeciwko Garbarni Kraków (4:0, 18 czerwca 1972 roku) strzelił jubileuszową 300 bramkę dla Arki w drugoligowych rozgrywkach. Arka skończyła sezon na 4. miejscu, a Szarmach zdobywając 15 bramek w 21 meczach sięgnął po koronę króla strzelców. Po zaledwie jednym sezonie spędzonym w Gdyni, po 21-letniego zawodnika zgłosił się przedstawiciel Górnika Zabrze, Paweł Piecha. Szarmach prowadził zaawansowane negocjacje, o których dowiedział się zarząd Arki. Otrzymał w ten sposób trzyletni przydział na okręty podwodne w Ustce, mający zablokować przejście do Górnika. Szarmachem zainteresowała się też Legia Warszawa, która chciała dopiąć transferu wzywając go do wojska. Ostatecznie trafił do Górnika Zabrze, natomiast Arka domagała się dyskwalifikacji i rocznego zawieszenia piłkarza.

### 1972–1976: Górnik Zabrze
W Górniku Andrzej Szarmach zadebiutował w wygranym spotkaniu 1/16 Pucharu Europy przeciwko Sliema Wanderers (0:5, 13 września 1972 roku), w którym trzykrotnie asystował przy bramkach Włodzimierza Lubańskiego. Pierwszą bramkę dla Górnika zdobył w zwycięskim meczu rewanżowym (5:0, 27 września 1972 roku). W I lidze Szarmach zadebiutował z Gwardią Warszawa (0:0, 17 września 1972 roku), zaś premierową bramkę strzelił przeciwko Polonii Bytom (1:0, 1 października 1972 roku). Początkowo Szarmach był ustawiany na lewym skrzydle. Dopiero za kadencji trenera Teodora Wieczorka został przesunięty do linii ataku. W sezonie 1972/1973 Górnik nie obronił mistrzostwa Polski z poprzedniego sezonu i zajął 4. miejsce w tabeli (przegrał rywalizację o 3. miejsce z Gwardią Warszawa przez gorszy bilans bramkowy). Szarmach zagrał w 24 meczach ligowych i zdobył 10 bramek. W rozgrywkach o Puchar Polski Szarmach odpadł w ćwierćfinale, przegrywając dwumecz z Odrą Wodzisław.
W sezonie 1973/1974 Szarmach zdobył z Górnikiem wicemistrzostwo Polski, czym zapewnił sobie grę w Pucharze UEFA na kolejny sezon. W meczu 9 kolejki przeciwko Polonii Bytom (0:3, 31 października 1973 roku) zdobył w drugiej połowie klasycznego hat tricka. W rozgrywkach ligowych zagrał w 25 meczach i zdobył 10 bramek. Szarmach doszedł z Górnikiem do półfinału Pucharu Polski, przegrywając spotkanie o wejście do finału z Ruchem Chorzów (2:2 pd., k. 7:6, 17 lipca 1974 roku). Napastnik zdobył w tym meczu dwie bramki, a w serii rzutów karnych jego strzał wybronił bramkarz Ruchu, Piotr Czaja. W kwietniu 1974 roku, podczas meczu z Polonią Bytom, Szarmach doznał kontuzji kolana, która wykluczyła go z gry na parę tygodni.
W sezonie 1974/1975 Szarmach zajął z Górnikiem 7. miejsce, mając przewagę 3 punktów nad strefą spadkową. W rozgrywkach o Puchar Polski Szarmach po raz kolejny odpadł w półfinale, przegrywając z drużyną rezerw ROW-u Rybnik (2:1, 12 marca 1975 roku). W meczu 1/16 finału przeciwko Hutnikowi Kraków (1:3, 3 listopada 1974 roku) strzelił trzy bramki. Szarmach zagrał w 27 meczach ligowych i zdobył 13 bramek. W czerwcu 1975 roku, wracając z towarzyskiego meczu przeciwko Valenciennes, Szarmach wraz z Jerzym Gorgoniem i Ireneuszem Lazurowiczem wdali się w awanturę z pasażerami pociągu. Szarmach został ukarany trzymiesięczną dyskwalifikacją w zawieszeniu, chociaż w czasie zajścia spał na korytarzu. Sprawę skomentował słowami: Do naszego, wskazanego i wyznaczonego przedziału z sześcioma kuszetkami weszło dwóch działaczy i zamknęło się od środka. (…) W pewnym momencie obudziło nas skrzypnięcie drzwi. Jeden z pasażerów wychodził z przedziału, zwalniając swoje miejsce. Jurek Gorgoń grzecznie zapytał, czy może je zająć. (…) Kiedy wrzucił swoją torbę na półkę, pociąg gwałtownie zahamował i (…) zwaliła się na pewną panią. (…) W obronę postanowił ją wziąć jakiś bojowo nastawiony jegomość. Wywiązała się dyskusja, która w kilka sekund przerodziła się w awanturę.
W sezonie 1975/1976 Górnik zakończył rozgrywki ligowe na 9. miejscu w tabeli. Szarmach wystąpił w 29 meczach i strzelił 16 bramek. Zajął drugie miejsce w klasyfikacji króla strzelców ligi, przegrywając rywalizację z Kazimierzem Kmiecikiem, zawodnikiem Wisły Kraków. Ostatni mecz dla Górnika Szarmach rozegrał w I lidze, przeciwko Stali Rzeszów (1:1, 2 czerwca 1976 roku). Po igrzyskach olimpijskich w Montrealu drużynę Górnika objął Hubert Kostka, z którym Szarmach nie miał dobrych stosunków za czasów gry w klubie i reprezentacji. Za namową Grzegorza Laty, Szarmach przeszedł w sezonie 1976/1977 do Stali Mielec.

### 1976–1980: Stal Mielec
Szarmach trafił do Mielca w po tym, jak do Nîmes Olympique przeszedł napastnik Stali, Jan Domarski. Transfer do Stali był blokowany przez działaczy Górnika, którzy odraczali przesłanie dokumentów zawodnika. Szarmach nie zagrał przez to w sześciu kolejkach sezonu 1976/1977 oraz dwumeczu przeciwko Realowi Madryt w ramach I rundy Pucharu UEFA. W Stali zadebiutował w wygranym meczu z ROW-em Rybnik (3:1, 19 września 1976 roku), zaś pierwszą bramkę strzelił przeciwko Lechowi Poznań (1:5, 25 września 1976 roku). Pierwszy sezon w barwach Stali Szarmach zakończył na 4. miejscu w lidze, tracąc do będącego na 3. miejscu Górnika Zabrze jeden punkt. Wystąpił w 23 meczach i zdobył 11 bramek. W Pucharze Polski po raz trzeci w karierze Szarmach doszedł do półfinału, w którym przegrał z Zagłębiem Sosnowiec (1:0, 9 kwietnia 1977 roku).
W sezonie 1977/1978 Szarmach zajął ze Stalą 8. miejsce w tabeli, mając dwa punkty przewagi nad strefą spadkową. W rozgrywkach ligowych strzelił 13 bramek, występując w 22 meczach. Pomimo nieudanego sezonu, po raz kolejny w karierze był drugi w klasyfikacji na najlepszego strzelca ligi (lepszy okazał się Kazimierz Kmiecik).
W rundzie jesiennej sezonu 1978/1979 Szarmach został przesunięty do drużyny rezerw przez trenera Konstantego Pawlikańca, który tłumaczył swoją decyzję słowami: Dawałem Andrzejowi od dłuższego czasu do zrozumienia, że jeśli w tak oczywisty sposób będzie sobie lekceważył grę w zespole i zajęcia treningowe, to posunę się dalej niż posadzenie go na ławce rezerwowych. (…) Swoją niechęć do gry Szarmach tłumaczy kontuzją pachwiny. (…) W przypadku Andrzeja przychodzi najczęściej wtedy, kiedy trzeba dać z siebie więcej wysiłku. (…) Jest leniwy, ot, taki nijaki, chyba trochę bez ambicji. Zenon Książek – trener drużyny rezerw Stali – nie przyjął jednak Szarmacha na treningi. Uważał, że: To nie jest miejsce dla medalisty mistrzostw świata. Dla Olimpijczyka. Ostatecznie Szarmach dokończył sezon z pierwszym zespołem i zajął w lidze 3. miejsce. Wystąpił w 22 meczach i strzelił 15 bramek, co pozwoliło mu zająć ex aequo trzecie miejsce z Tadeuszem Małnowiczem w klasyfikacji strzelców. W spotkaniu przeciwko ŁKS-owi (4:1, 6 maja 1979 roku) Szarmach zdobył hat tricka.
W sezonie 1979/1980 Stal zajęła 13. miejsce w lidze. Szarmach wystąpił w 22 meczach i strzelił 9 bramek. W czerwcu 1980 roku zainteresowało się nim AJ Auxerre, z którym podpisał kontrakt. Szarmach mógł jednak wyjechać za granice po ukończeniu trzydziestego roku życia, dlatego rundę jesienną sezonu 1980/1981 dograł w Stali Mielec (zagrał w 13 meczach i strzelił 12 bramek).

### 1980–1985: AJ Auxerre
Szarmach został sprowadzony do Auxerre przez Guya Rouxa, który po awansie do Première Division szukał bramkostrzelnego napastnika. Warunki indywidualnego kontraktu zostały omówione tuż po meczu przedostatniej kolejki sezonu 1979/1980 z Górnikiem Zabrze. Oficjalną zgodę na transfer za granicę musiał wydać Centralny Ośrodek Sportu, co kosztowało Auxerre 100 tysięcy dolarów. W nowym zespole Szarmach występował z rodakami: Marianem Szeją, Zbigniewem Szłykowiczem oraz Józefem Klose. W barwach Auxerre zadebiutował w meczu przeciwko Olympique Lyon (2:2, 23 listopada 1980 roku), zaś w 25. minucie zdobył pierwszą bramkę. W sezonie 1980/1981 Auxerre zajęło 10. miejsce w lidze. Szarmach wystąpił w 20 meczach i zdobył 16 goli. W spotkaniu przeciwko Metz (4:2, 7 lutego 1981 roku) strzelił trzy bramki. W 1981 roku uznano Szarmacha za najlepszego obcokrajowca ligi. Z dorobkiem 28 goli zajął czwarte miejsce w klasyfikacji Złotego Buta, prowadzonej przez tygodnik France Football (12 bramek dla Stali Mielec oraz 16 dla Auxerre).
W sezonie 1981/1982 Auxerre z Szarmachem w składzie, zajęło 15. miejsce w lidze. Szarmach wystąpił w 32 meczach i strzelił 24 bramki, dzięki czemu drugi raz z rzędu otrzymał tytuł najlepszego obcokrajowca ligi. Zajął drugie miejsce w klasyfikacji na najlepszego strzelca Ligue 1, przegrywając rywalizację z Delio Onnisem – strzelcem 29 goli. W meczu z Valenciennes (3:0, 9 kwietnia 1982 roku) Szarmach zdobył hat tricka.
W sezonie 1982/1983 Auxerre zakończyło rozgrywki ligowe na 8. miejscu. Szarmach występując w 32 meczach zdobył 24 bramki, z czego 9 po rzutach karnych. Po raz kolejny zajął drugie miejsce w klasyfikacji najlepszych strzelców Ligue 1 (został wyprzedzony przez Vahida Halilhodžića z dorobkiem 27 bramek). W spotkaniu przeciwko St. Etienne (4:1, 19 marca 1983 roku) Szarmach trzykrotnie pokonał bramkarza rywali.
W sezonie 1983/1984 Auxerre zajęło w lidze 3. miejsce i zakwalifikowało się do Pucharu UEFA na kolejny sezon. Szarmach zagrał w 35 meczach i zdobył 20 goli, dzięki czemu w klasyfikacji króla strzelców ligi był trzeci. W drugiej połowie spotkania z SC Bastia (1 października 1983 roku) Szarmach stanął na bramce, ponieważ kontuzji oka nabawił się Joël Bats. W meczu przeciwko Brest (5:0, 20 sierpnia 1983 roku) strzelił rywalom hat tricka, natomiast z AS Nancy (4:0, 5 listopada 1983 roku) w pojedynkę ustalił wynik spotkania, zdobywając cztery gole.
W sezonie 1984/1985 Auxerre zakończyło rozgrywki ligowe na 4. miejscu, a Szarmach zdobył 10 bramek w 27 meczach. W Pucharze UEFA odpadł na początku rozgrywek w 1/32 finału, przegrywając dwumecz ze Sportingiem. W rewanżowym spotkaniu (2:2 pd., 3 października 1984 roku) Szarmach zdobył dwa gole. Podczas pogrzebu matki Rogera Quillina (bliskiego współpracownika prezesa Auxerre), Szarmach dowiedział się o tym, że w przyszłym sezonie nie będzie dla niego miejsca w podstawowej jedenastce. Trener drużyny, Guy Roux, powiedział: Tak sobie myślę, że masz już 35 lat i powoli zbliżasz się do końca kariery. (…) Sam rozumiesz… Trudno Ci będzie grać regularnie. Oczywiście możesz zostać, bo kontrakt masz jeszcze ważny przez rok, ale czy ławka to jest to, o czym marzysz? Dwa dni po tych wydarzeniach, po Szarmacha zgłosiło się En Avant Guingamp.

### 1985–1987: EA Guingamp
Do drugoligowego EA Guingamp Szarmacha sprowadził prezes klubu, Noël Le Graët. Szarmach nie podpisał z nowym zespołem kontraktu, a umówił się na stałą miesięczną pensję, aby w przypadku złej dyspozycji odejść w dowolnym momencie. W barwach En Avant Guingamp zadebiutował w wygranym meczu z SM Caen (3:1, 6 lipca 1985 roku), a pierwszą bramkę strzelił w tymże spotkaniu po rzucie karnym. W sezonie 1985/1986 EA Guingamp zajęło 3. miejsce w lidze, przegrywając następnie mecz barażowy o wejście do Première Division z Olympique Alès (3:0, 15 kwietnia 1986 roku). Szarmach wystąpił we wszystkich 34 spotkaniach ligowych i zdobył 26 bramek, dzięki czemu był najskuteczniejszym zawodnikiem drużyny.
W sezonie 1986/1987 En Avant Guingamp zajęło w lidze 10. miejsce. Szarmach strzelił 7 bramek w 30 rozegranych spotkaniach. Po dwóch sezonach spędzonych w Guingamp postanowił odejść z zespołu, ponieważ czuł braki w szybkości oraz regeneracji organizmu. Pod koniec sezonu Szarmach zapisał się na kurs trenerski w Centralnym Ośrodku Szkolenia w Vichy.

### 1987–1989: Clermont FC
Po dwóch tygodniach nauki w Centralnym Ośrodku Szkolenia w Vichy po Szarmacha zgłosił się dyrektor sportowy Clermont FC, Claude Pelissier. Zaproponował mu stanowisko grającego trenera trzecioligowej drużyny tego klubu. Szarmach przyjął ofertę, jednak zastrzegł, że na boisku będzie pojawiał się w wymagających tego sytuacjach. W sezonie 1987/1988 Szarmach zagrał 23 ligowe mecze, co spowodowane było licznymi kontuzjami w drużynie. Strzelił 17 bramek i zdobył tytuł króla strzelców. Pod koniec sezonu Szarmach wspólnie z Serge Chiesą nie uczestniczył w treningach, aby zachować siły na mecze ligowe. Clermont FC wywalczyło w sezonie 1987/1988 awans do Division 2.
W sezonie 1988/1989 Clermont FC otrzymało status klubu zawodowego, co generowało dodatkowe koszty związane z podatkami, pensjami i kontraktami. Klub wpadł w kłopoty finansowe i po rundzie jesiennej zarząd ogłosił upadłość. Szarmach wystąpił jesienią w 9 meczach ligowych i zdobył 3 bramki, po czym w wieku 39 lat zakończył piłkarską karierę. Benefisowy mecz zorganizował 21 czerwca 1997 roku, mając niespełna 47 lat. Spotkanie odbyło się na stadionie Polonii Gdańsk, na które zaprosił między innymi byłych kolegów z reprezentacji Polski, Joëla Batsa, Johnny Repa, braci René i Willego van de Kerkhofów, Manfreda Kaltza oraz Felixa Magatha.

## Kariera reprezentacyjna
Szarmach grał w młodzieżowych reprezentacjach U-21 oraz U-23. Debiutował w meczu reprezentacji do lat 23 przeciwko Anglii (0:3, 4 czerwca 1972 roku). W latach 1972–1974 Szarmach brał udział w młodzieżowych mistrzostwach Europy, w których Polska zdobyła brązowy medal (wspólnie z reprezentacją ZSSR). W spotkaniu przeciwko NRD (2:3, 5 września 1973 roku) oraz ćwierćfinale z Bułgarią Szarmach zdobył po bramce.
W 1973 roku Szarmach został powołany przez selekcjonera Kazimierza Górskiego na tournée po Ameryce. W reprezentacji seniorów zadebiutował za jego kadencji w towarzyskim meczu przeciwko Kanadzie (1:3, 1 sierpnia 1973 roku), zaś pierwszą bramkę zdobył w spotkaniu ze Stanami Zjednoczonymi (0:4, 10 sierpnia 1973 roku).

### Mistrzostwa Świata w Piłce Nożnej 1974

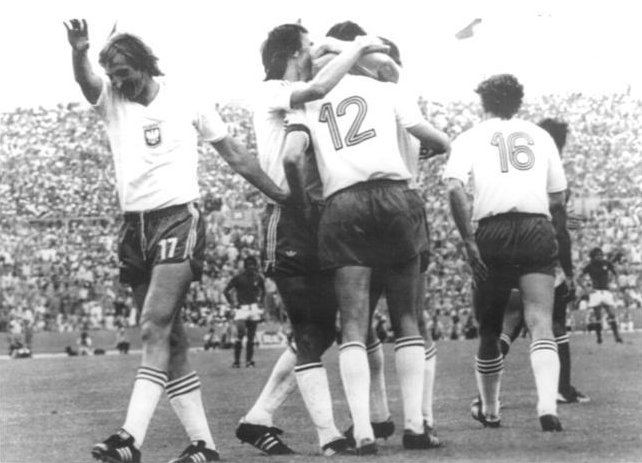
Andrzej Szarmach (pierwszy z lewej) w czasie meczu z Włochami na Mistrzostwach Świata w 1974 roku

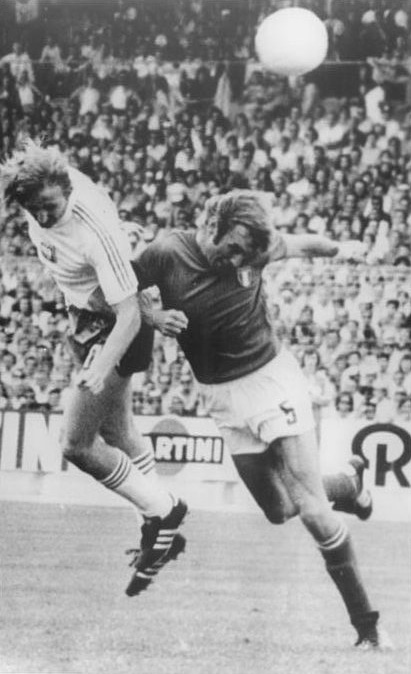
Andrzej Szarmach (z lewej) w pojedynku główkowym z Francesco Morini w meczu z Włochami na Mistrzostwach Świata w 1974

Szarmach nie wystąpił w żadnym meczu eliminacyjnym do mistrzostw świata, jednak przed turniejem poleciał z reprezentacją na rekonesans przeciwko Haiti – grupowemu rywalowi, z którym kadra Polski wcześniej nie grała. W pierwszym spotkaniu (2:1, 13 kwietnia 1974 roku) Szarmach był odpowiedzialny za robienie notatek i analizę rywala. Na boisku pojawił się w końcówce spotkania i zdobył honorową bramkę. W rewanżu (1:3, 15 kwietnia 1974 roku) Szarmach wystąpił od początku meczu i strzelił dwa gole. Powołanie na mistrzostwa świata otrzymał po zgrupowaniu reprezentacji w Zakopanem kosztem Włodzimierza Lubańskiego, który po ciężkiej kontuzji nie był w pełnej dyspozycji.
W wygranym meczu grupowym z Argentyną (2:3, 15 czerwca 1974 roku) Szarmach strzelił bramkę. W kolejnym spotkaniu Polacy pokonali reprezentację Haiti (0:7, 19 czerwca 1974 roku), a Szarmach zdobył hat tricka. Podczas meczu z Włochami (1:2, 23 czerwca 1974 roku) Szarmach strzelił gola, który został później uznany trafieniem roku. W kolejnym spotkaniu turnieju przeciwko Szwecji (0:1, 26 czerwca 1974 roku), Szarmach asystował przy bramce strzelonej przez Grzegorza Latę. W meczu z Jugosławią (1:2, 30 czerwca 1974 roku) pierwsza bramka dla Polaków padła z rzutu karnego, który został podyktowany za faul na Szarmachu. W drugiej połowie doznał kontuzji po nieprzepisowym zagraniu Stanislava Karasiego, co wykluczyło go z gry w kolejnym meczu z reprezentacją RFN-u. Szarmach zagrał w meczu o 3. miejsce przeciwko Brazylii, a mając na koncie 5 bramek został wicekrólem strzelców turnieju (ex aequo z Johanem Neeskensem).

### Letnie Igrzyska Olimpijskie 1976
Na igrzyskach olimpijskich w Montrealu Szarmach wystąpił w pięciu meczach. W fazie grupowej reprezentacja Polski zremisowała z Kubą (0:0, 18 lipca 1976 roku) oraz wygrała z Iranem (2:3, 22 lipca 1976 roku), zajmując pierwsze miejsce w grupie C. W ćwierćfinale reprezentacja wygrała z Koreą Północną (0:5, 25 lipca 1976 roku), która zajęła drugie miejsce w grupie D. Szarmach w meczach z Iranem i Koreą strzelił po dwie bramki. W półfinale Polska trafiła na reprezentację Brazylii (2:0, 27 lipca 1976 roku) i wygrała z nią po dwóch golach zdobytych przez Szarmacha. Szarmach wystąpił również w przegranym finale z NRD (3:1, 31 lipca 1976 roku), zdobywając srebrny medal. Z sześcioma bramkami został królem strzelców igrzysk.

### Mistrzostwa Świata w Piłce Nożnej 1978
W eliminacjach oraz turnieju finałowym mistrzostw świata w Argentynie, reprezentacja była prowadzona przez nowego selekcjonera, Jacka Gmocha. Szarmach popadł z nim w konflikt za czasów, gdy ten był asystentem Kazimierza Górskiego. Mimo to, Szarmach wystąpił we wszystkich sześciu meczach eliminacyjnych przeciwko: Portugalii (0:2, 16 października 1976 roku i 1:1, 29 października 1977 roku), Cyprowi (5:0, 31 października 1976 roku i 1:3, 15 maja 1977 roku) oraz Danii (1:2, 1 maja 1977 roku i 4:1, 21 września 1977 roku). Polska zajęła w grupie pierwsze miejsce, a Szarmach w spotkaniach z Cyprem i Danią zdobył po bramce.
Na mistrzostwach świata Szarmach rozegrał pięć spotkań (nie zagrał tylko z Meksykiem). W grupie B wystąpił przeciwko reprezentacji RFN-u (0:0, 1 czerwca 1978 roku) oraz Tunezji (1:0, 6 czerwca 1978 roku). W drugiej rundzie Szarmach zagrał z: Argentyną (2:0, 14 czerwca 1978 roku), Peru (0:1, 18 czerwca 1978 roku) oraz Brazylią (1:3, 21 czerwca 1978 rok), a reprezentacji Polski nie udało się awansować do strefy medalowej. W meczu z Peru, po strzale głową, Szarmach zdobył zwycięską bramkę.

### Mistrzostwa Świata w Piłce Nożnej 1982
Szarmach wystąpił w dwóch meczach eliminacyjnych przeciwko NRD. Na spotkanie, które odbyło się w Chorzowie (1:0, 2 maja 1981 roku) otrzymał telefoniczne powołanie. W rewanżowym meczu (2:3, 10 października 1981 roku) strzelił bramkę i naderwał mięsień dwugłowy uda, co wykluczyło go z gry na kilka tygodni. Szarmach przygotowywał się do mistrzostw świata z reprezentacją na obozach w Wiśle i Kamieniu. Na mistrzostwach świata Szarmach wystąpił w dwóch meczach, co było wynikiem konfliktu pomiędzy nim a selekcjonerem Antonim Piechniczkiem. Podczas zakwaterowania w hotelu Piechniczek powiedział: Andrzej, chcę, żebyś wiedział, że przyjechałeś tu na mistrzostwa za zasługi dla polskiej piłki. Ale u mnie grać już nie będziesz. Uważał też, że zawodnik przyjechał na mistrzostwa otyły. Mecz otwarcia z Włochami Szarmach spędził na ławce rezerwowych. W meczu z Kamerunem (0:0, 19 czerwca 1982 roku) pojawił się na boisku za kontuzjowanego Andrzeja Iwana. W spotkaniu przeciwko Związkowi Radzieckiemu i półfinale z Włochami został odesłany na trybuny. Szarmach wystąpił i strzelił bramkę w wygranym meczu o 3. miejsce przeciwko Francji (3:2, 10 lipca 1982 roku), który był jego ostatnim w reprezentacji narodowej. Zakończył karierę reprezentacyjną po tym, jak w czasie odprawy usłyszał od selekcjonera słowa: To jest nasz ostatni mecz na mistrzostwach świata, a dla niektórych, w tym Andrzeja Szarmacha, jest to ostatni mecz w reprezentacji.

## Kariera trenerska
W 1987 roku Szarmach zapisał się na kurs trenerski w Centralnym Ośrodku Szkolenia w Vichy, aby po dwóch tygodniach objąć funkcję grającego trenera w trzecioligowym Clermont Foot (posadę zaproponował mu Claude Pelissier). W sezonie 1987/1988 Clermont Foot zajęło pod wodzą Szarmacha 3. miejsce w lidze i wywalczyło awans do Ligue 2. W sezonie 1988/1989 Clermont Foot przekształciło się w klub zawodowy, co wiązało się z kontraktami, pensjami i podatkami. Szarmach prowadził drużynę tylko jesienią, ponieważ ze względu na złą sytuację finansową prezes Clermont Foot ogłosił upadłość.
W sezonie 1989/1990 Szarmach przyjął ofertę pracy złożoną przez Michela Denisota – prezesa trzecioligowego LB Châteauroux – i w pierwszym sezonie zajął 5. miejsce w lidze. Ściągnął do klubu Polaków, piłkarzy GKS-u Jastrzębie: Józeła Łuczaka oraz Bogdana Kuśmierskiego. Po dwóch latach – w sezonie 1989/1990 – wywalczył z klubem awans do II ligi. Jednocześnie Szarmachowi skończył się kontakt, który z powodu odejścia Denisota do Paris Saint-Germain nie został odnowiony.
W sezonie 1991/1992 Szarmach został trenerem trzecioligowego Angoulême CFC. W drużynie było kilku zawodowych piłkarzy, ale większość stanowili amatorzy, w tym: policjant, listonosz i studenci. Szarmach pracował w klubie przez cztery lata bez żadnego sukcesu.
W rundzie jesiennej sezonu 1997/1998 po Szarmacha zgłosił się Andrzej Krug, prezes pierwszoligowego Zagłębia Lubin. Szarmach podpisał dwuletni kontrakt i objął drużynę po Pawle Kowalskim. Do sztabu szkoleniowego jako asystentów powołał Tadeusza Wiśniewskiego i Janusza Kubota. Zagłębie zajęło w lidze 13. miejsce, a Szarmach osiągnął cel postawiony przez zarząd, jakim było uniknięcie spadku. Po zakończeniu rozgrywek nowym prezesem klubu został Jacek Kardela, który bez wiedzy Szarmacha zwolnił jego asystentów i zakontraktował nowych. Ze względu na kroki podejmowane przez prezesa i problemy zdrowotne z sercem, Szarmach zrezygnował z pracy w Zagłębiu i wyjechał do Francji.
W drodze do Francji Szarmacha chciał zakontraktować prezes GKS-u Bełchatów, Zdzisław Drobniewski. Szarmach został jednak trenerem francuskiego Aurillac, w którym pracował przez dwa lata.

## Statystyki

### Klubowe w latach 1969–1989
| Sezon         | Klub                | Liga        | Ligi krajowe | Ligi krajowe | Puchary krajowe | Puchary krajowe | Europejskie Puchary | Europejskie Puchary | Łącznie | Łącznie |
| ------------- | ------------------- | ----------- | ------------ | ------------ | --------------- | --------------- | ------------------- | ------------------- | ------- | ------- |
| Sezon         | Klub                | Liga        | Meczów       | Bramek       | Meczów          | Bramek          | Meczów              | Bramek              | Meczów  | Bramek  |
| 1969/1970     | Polonia Gdańsk      | III Liga    | 19           | 10           | 2               | 2               | –                   | –                   | 21      | 12      |
| 1970/1971     | Stoczniowiec Gdańsk | III Liga    | 26           | 14           | 3               | 3               | –                   | –                   | 29      | 17      |
| 1971/1972     | Arka Gdynia         | II Liga     | 21           | 15           | 2               | 1               | –                   | –                   | 23      | 16      |
| 1972/1973     | Górnik Zabrze       | I Liga      | 24           | 10           | 3               | 1               | 4                   | 2                   | 31      | 13      |
| 1973/1974     | Górnik Zabrze       | I Liga      | 25           | 10           | 3               | 3               | –                   | –                   | 28      | 14      |
| 1974/1975     | Górnik Zabrze       | I Liga      | 27           | 13           | 4               | 3               | 2                   | 0                   | 33      | 16      |
| 1975/1976     | Górnik Zabrze       | I Liga      | 29           | 16           | 1               | 1               | –                   | –                   | 30      | 17      |
| 1976/1977     | Stal Mielec         | I Liga      | 23           | 11           | 3               | 2               | –                   | –                   | 26      | 13      |
| 1977/1978     | Stal Mielec         | I Liga      | 22           | 13           | 1               | 0               | –                   | –                   | 23      | 13      |
| 1978/1979     | Stal Mielec         | I Liga      | 22           | 15           | 2               | 0               | –                   | –                   | 24      | 15      |
| 1979/1980     | Stal Mielec         | I Liga      | 22           | 9            | 1               | 0               | 1                   | 0                   | 24      | 9       |
| 1980/1981 (j) | Stal Mielec         | I Liga      | 13           | 12           | –               | –               | –                   | –                   | 13      | 12      |
| 1980/1981 (w) | AJ Auxerre          | I Liga      | 20           | 16           | 1               | 1               | –                   | –                   | 21      | 17      |
| 1981/1982     | AJ Auxerre          | I Liga      | 32           | 24           | 3               | 3               | –                   | –                   | 35      | 27      |
| 1982/1983     | AJ Auxerre          | I Liga      | 34           | 24           | 1               | 0               | –                   | –                   | 35      | 24      |
| 1983/1984     | AJ Auxerre          | I Liga      | 35           | 20           | 1               | 0               | –                   | –                   | 36      | 20      |
| 1984/1985     | AJ Auxerre          | I Liga      | 27           | 10           | 1               | 0               | 2                   | 2                   | 30      | 12      |
| 1985/1986     | Guingamp            | II Liga     | 34           | 26           | 2               | 1               | –                   | –                   | 36      | 27      |
| 1986/1987     | Guingamp            | II Liga     | 30           | 7            | 2               | 2               | –                   | –                   | 32      | 9       |
| 1987/1988     | Clermont Foot       | III Liga    | 23           | 17           | –               | –               | –                   | –                   | 23      | 17      |
| 1988/1989     | Clermont Foot       | II Liga     | 9            | 3            | 1               | 0               | –                   | –                   | 9       | 3       |
| Podsumowanie  |                     |             |              |              |                 |                 |                     |                     |         |         |
| Razem         | Polonia Gdańsk      | III Liga    | 19           | 10           | 2               | 2               | –                   | –                   | 21      | 12      |
| Razem         | Stoczniowiec Gdańsk | III Liga    | 26           | 14           | 3               | 3               | –                   | –                   | 29      | 17      |
| Razem         | Arka Gdynia         | II Liga     | 21           | 15           | 2               | 1               | –                   | –                   | 23      | 16      |
| Razem         | Górnik Zabrze       | I Liga      | 105          | 49           | 11              | 8               | 6                   | 2                   | 122     | 59      |
| Razem         | Stal Mielec         | I Liga      | 102          | 60           | 7               | 2               | 1                   | 0                   | 110     | 62      |
| Razem         | AJ Auxerre          | I Liga      | 148          | 94           | 7               | 4               | 2                   | 2                   | 157     | 100     |
| Razem         | Guingamp            | II Liga     | 64           | 33           | 4               | 3               | –                   | –                   | 68      | 36      |
| Razem         | Clermont Foot       | III/II Liga | 32           | 20           | 1               | 0               | –                   | –                   | 33      | 20      |
|               |                     | Łącznie     | 517          | 295          | 37              | 23              | 9                   | 4                   | 563     | 322     |

### Reprezentacyjne w latach 1972–1982
| Reprezentacja | Rok     | Mecze | Bramki |
| ------------- | ------- | ----- | ------ |
| Polska U-21   | 1972    | 1     | 0      |
| Polska U-21   | Ogólnie | 1     | 0      |
| Polska U-23   | 1972    | 2     | 0      |
| Polska U-23   | 1973    | 6     | 2      |
| Polska U-23   | 1974    | 2     | 1      |
| Polska U-23   | Ogólnie | 10    | 3      |
| Polska        | 1973    | 5     | 1      |
| Polska        | 1974    | 13    | 10     |
| Polska        | 1975    | 10    | 8      |
| Polska        | 1976    | 9     | 4      |
| Polska        | 1977    | 8     | 2      |
| Polska        | 1978    | 9     | 3      |
| Polska        | 1979    | 0     | 0      |
| Polska        | 1980    | 3     | 1      |
| Polska        | 1981    | 2     | 1      |
| Polska        | 1982    | 2     | 1      |
| Ogólnie       | Ogólnie | 61    | 32     |

| 1.          | 15.10.1972 | Semily, Czechosłowacja           | Czechosłowacja U-21    | 2:1   |                 | towarzyski   |
| Polska U-23 |            |                                  |                        |       |                 |              |
| Lp.         | Data       | Miejsce                          | Przeciwnik             | Wynik | Gol             | Rozgrywki    |
| 1.          | 04.06.1972 | Warszawa, Portugalia             | Anglia U-23            | 0:3   |                 | towarzyski   |
| 2.          | 14.11.1972 | Esbjerg, Dania                   | Dania U-23             | 0:2   |                 | ME U-23 1974 |
| 3.          | 23.03.1973 | Warszawa, Polska                 | Stany Zjednoczone U-23 | 2:1v  | Gol             | towarzyski   |
| 4.          | 27.03.1973 | Zwickau, Niemcy                  | NRD U-23               | 0:1   |                 | towarzyski   |
| 5.          | 07.06.1973 | Częstochowa, Polska              | Dania U-23             | 4:1   |                 | ME U-23 1974 |
| 6.          | 05.09.1973 | Essen, Niemcy                    | NRD U-23               | 2:3   | Gol             | ME U-23 1974 |
| 7.          | 16.10.1973 | Plymouth, Anglia                 | Anglia U-23            | 0:0   |                 | towarzyski   |
| 8.          | 21.11.1973 | Warszawa, Polska                 | NRD U-23               | 0:0   |                 | ME U-23 1974 |
| 9.          | 13.03.1974 | Błagojewgrad, Bułgaria           | Bułgaria U-23          | 1:2   | Gol             | ME U-23 1974 |
| 10.         | 10.04.1974 | Częstochowa, Polska              | Bułgaria U-23          | 0:0   |                 | ME U-23 1974 |
| Polska      |            |                                  |                        |       |                 |              |
| Lp.         | Data       | Miejsce                          | Przeciwnik             | Wynik | Gol             | Rozgrywki    |
| 1.          | 01.08.1973 | Toronto, Kanada                  | Kanada                 | 1:3   |                 | towarzyski   |
| 2.          | 05.08.1973 | Los Angeles, Stany Zjednoczone   | Meksyk                 | 0:1   |                 | towarzyski   |
| 3.          | 10.08.1973 | San Francisco, Stany Zjednoczone | Stany Zjednoczone      | 0:4   | Gol             | towarzyski   |
| 4.          | 12.08.1973 | New Britain, Stany Zjednoczone   | Stany Zjednoczone      | 1:0   |                 | towarzyski   |
| 5.          | 19.08.1973 | Warna, Bułgaria                  | Bułgaria               | 0:2   |                 | towarzyski   |
| 6.          | 13.04.1974 | Port-au-Prince, Haiti            | Haiti                  | 2:1   | Gol             | towarzyski   |
| 7.          | 15.04.1974 | Port-au-Prince, Haiti            | Haiti                  | 1:3   | Gol · Gol       | towarzyski   |
| 8.          | 15.06.1974 | Stuttgart, Niemcy                | Argentyna              | 2:3   | Gol             | MŚ 1974      |
| 9.          | 19.06.1974 | Monachium, Niemcy                | Haiti                  | 0:7   | Gol · Gol · Gol | MŚ 1974      |
| 10.         | 23.06.1974 | Stuttgart, Niemcy                | Włochy                 | 1:2   | Gol             | MŚ 1974      |
| 11.         | 26.06.1974 | Stuttgart, Niemcy                | Szwecja                | 0:1   |                 | MŚ 1974      |
| 12.         | 30.06.1974 | Frankfurt nad Menem, Niemcy      | Jugosławia             | 1:2   |                 | MŚ 1974      |
| 13.         | 06.07.1974 | Monachium, Niemcy                | Brazylia               | 0:1   |                 | MŚ 1974      |
| 14.         | 01.09.1974 | Helsinki, Finlandia              | Finlandia              | 1:2   | Gol             | el. ME 1976  |
| 15.         | 04.09.1974 | Warszawa, Polska                 | NRD                    | 1:3   |                 | towarzyski   |
| 16.         | 01.09.1974 | Poznań, Polska                   | Finlandia              | 3:0   |                 | el. ME 1976  |
| 17.         | 31.10.1974 | Warszawa, Polska                 | Kanada                 | 2:0   |                 | towarzyski   |
| 18.         | 13.11.1974 | Praga, Czechosłowacja            | Czechosłowacja         | 2:2   | Gol             | towarzyski   |
| 19.         | 26.03.1975 | Poznań, Polska                   | Stany Zjednoczone      | 2:2   | Gol · Gol       | towarzyski   |
| 20.         | 19.04.1975 | Rzym, Włochy                     | Włochy                 | 0:0   |                 | el. ME 1976  |
| 21.         | 28.05.1975 | Halle, Niemcy                    | NRD                    | 1:2   |                 | towarzyski   |
| 22.         | 24.06.1975 | Seattle, Stany Zjednoczone       | Stany Zjednoczone      | 0:4   | Gol             | towarzyski   |
| 23.         | 06.07.1975 | Montreal, Kanada                 | Kanada                 | 1:8   | Gol             | towarzyski   |
| 24.         | 09.07.1975 | Toronto, Kanada                  | Kanada                 | 1:4   | Gol · Gol       | towarzyski   |
| 25.         | 10.09.1975 | Chorzów, Polska                  | Holandia               | 4:1   | Gol · Gol       | el. ME 1976  |
| 26.         | 08.10.1975 | Łódź, Polska                     | Kanada                 | 4:2   |                 | towarzyski   |
| 27.         | 15.10.1975 | Amsterdam, Holandia              | Holandia               | 3:0   |                 | el. ME 1976  |
| 28.         | 26.10.1975 | Warszawa, Polska                 | Włochy                 | 0:0   |                 | el. ME 1976  |
| 29.         | 24.03.1976 | Chorzów, Polska                  | Argentyna              | 1:2   |                 | towarzyski   |
| 30.         | 24.04.1976 | Lens, Francja                    | Francja                | 2:0   |                 | towarzyski   |
| 31.         | 26.05.1976 | Poznań, Polska                   | Irlandia               | 0:2   |                 | towarzyski   |
| •           | 30.06.1976 | Chorzów, Polska                  | Brazylia               | 3:0   | Gol · Gol       | towarzyski   |
| 32.         | 18.07.1976 | Montreal, Kanada                 | Kuba                   | 0:0   |                 | IO 1976      |
| 33.         | 22.07.1976 | Montreal, Kanada                 | Iran                   | 2:3   | Gol · Gol       | IO 1976      |
| 34.         | 25.07.1976 | Montreal, Kanada                 | Korea Północna         | 0:5   | Gol · Gol       | IO 1976      |
| •           | 27.07.1976 | Toronto, Kanada                  | Brazylia               | 0:2   | Gol · Gol       | IO 1976      |
| 35.         | 31.07.1976 | Montreal, Kanada                 | NRD                    | 3:1   |                 | IO 1976      |
| 36.         | 16.10.1976 | Porto, Portugalia                | Portugalia             | 0:2   |                 | el. MŚ 1978  |
| 37.         | 31.10.1976 | Warszawa, Polska                 | Cypr                   | 5:0   | Gol             | el. MŚ 1978  |
| •           | 06.04.1977 | Płock, Polska                    | Rumunia                | 2:0   |                 | towarzyski   |
| 38.         | 24.04.1977 | Dublin, Irlandia                 | Irlandia               | 0:0   |                 | towarzyski   |
| 39.         | 01.05.1977 | Kopenhaga, Dania                 | Dania                  | 1:2   |                 | el. MŚ 1978  |
| 40.         | 15.05.1977 | Limassol, Cypr                   | Cypr                   | 1:3   |                 | el. MŚ 1978  |
| 41.         | 29.05.1977 | Buenos Aires, Argentyna          | Argentyna              | 3:1   |                 | towarzyski   |
| 42.         | 10.06.1977 | Lima, Peru                       | Peru                   | 1:3   | Gol             | towarzyski   |
| 43.         | 19.06.1977 | São Paulo, Brazylia              | Brazylia               | 3:1   |                 | towarzyski   |
| 44.         | 21.09.1977 | Chorzów, Polska                  | Dania                  | 4:1   | Gol             | el. MŚ 1978  |
| 45.         | 29.10.1977 | Chorzów, Polska                  | Portugalia             | 1:1   |                 | el. MŚ 1978  |
| 46.         | 22.03.1978 | Luksemburg, Luksemburg           | Luksemburg             | 1:3   | Gol · Gol       | towarzyski   |
| 47.         | 05.04.1978 | Poznań, Polska                   | Grecja                 | 5:2   |                 | towarzyski   |
| 48.         | 12.04.1978 | Łódź, Polska                     | Irlandia               | 3:0   |                 | towarzyski   |
| 49.         | 26.04.1978 | Warszawa, Polska                 | Bułgaria               | 1:0   |                 | towarzyski   |
| 50.         | 01.06.1978 | Buenos Aires, Argentyna          | RFN                    | 0:0   |                 | MŚ 1978      |
| 51.         | 06.06.1978 | Rosario, Argentyna               | Tunezja                | 0:1   |                 | MŚ 1978      |
| 52.         | 14.06.1978 | Rosario, Argentyna               | Argentyna              | 2:0   |                 | MŚ 1978      |
| 53.         | 18.06.1978 | Mendoza, Argentyna               | Peru                   | 0:1   | Gol             | MŚ 1978      |
| 54.         | 21.06.1978 | Mendoza, Argentyna               | Brazylia               | 3:1   |                 | MŚ 1978      |
| 55.         | 19.04.1980 | Turyn, Włochy                    | Włochy                 | 2:2   | Gol             | towarzyski   |
| 56.         | 26.04.1980 | Borovo, Jugosławia               | Jugosławia             | 2:1   |                 | towarzyski   |
| 57.         | 13.05.1980 | Frankfurt nad Menem, Niemcy      | RFN                    | 3:1   |                 | towarzyski   |
| 58.         | 02.05.1981 | Chorzów, Polska                  | NRD                    | 1:0   |                 | el. MŚ 1982  |
| 59.         | 10.10.1981 | Lipsk, Niemcy                    | NRD                    | 2:3   | Gol             | el. MŚ 1982  |
| 60.         | 19.06.1982 | A Coruña, Hiszpania              | Kamerun                | 0:0   |                 | MŚ 1982      |
| 61.         | 10.07.1982 | Alicante, Hiszpania              | Francja                | 2:3   | Gol             | MŚ 1982      |

• – mecze nieoficjalne

### Trenerskie w latach 1987–2000
| Zespół         | Sezon     | Liga                     | Statystyka | Statystyka | Statystyka | Statystyka | Statystyka  |
| Zespół         | Sezon     | Liga                     | Mecze      | Wygrane    | Remisy     | Przegrane  | % wygranych |
| -------------- | --------- | ------------------------ | ---------- | ---------- | ---------- | ---------- | ----------- |
| Clermont Foot  | 1987/1988 | III Liga                 | 30         | 15         | 8          | 7          | 50          |
| Clermont Foot  | 1988/1989 | II Liga                  | 22         | 4          | 8          | 10         | 18.2        |
| LB Châteauroux | 1989/1990 | III Liga                 | 30         | 14         | 7          | 9          | 46.7        |
| LB Châteauroux | 1990/1991 | III Liga                 | 30         | 14         | 11         | 5          | 46.7        |
| Angoulême CFC  | 1991/1992 | III Liga                 | 23         | 5          | 11         | 7          | 21.7        |
| Angoulême CFC  | 1992/1993 | III Liga                 | 30         | 11         | 9          | 10         | 36.7        |
| Angoulême CFC  | 1993/1994 | III Liga                 | 30         | 7          | 12         | 11         | 23.3        |
| Angoulême CFC  | 1994/1995 | III Liga                 | 26         | 6          | 9          | 11         | 23.1        |
| Zagłębie Lubin | 1997/1998 | I Liga (ob. Ekstraklasa) | 17         | 7          | 3          | 7          | 41.2        |
| Aurillac       | 1999/2000 | IV Liga                  | 28         | 9          | 13         | 6          | 32.1        |
| Aurillac       | 2000/2001 | IV Liga                  | 29         | 9          | 12         | 8          | 31          |
| Łącznie        | Łącznie   | Łącznie                  | 295        | 101        | 103        | 91         | 34.2        |

## Sukcesy

### Piłkarskie

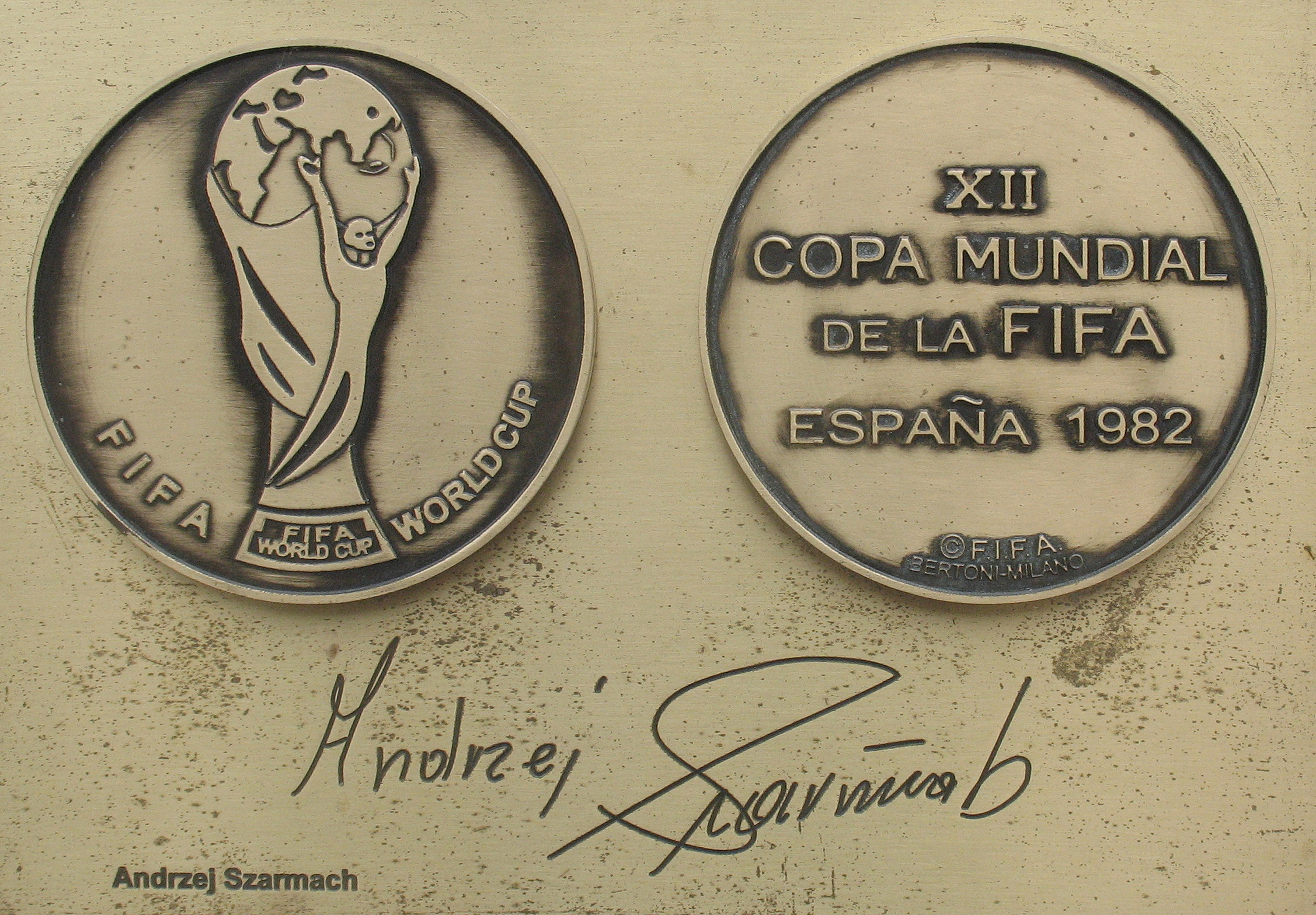
Kopia medalu i autograf A. Szarmacha w Alei Gwiazd Sportu w Dziwnowie

Górnik Zabrze
- 2. miejsce w I lidze (sezon 1973/1974)

Stal Mielec
- 3. miejsce w I lidze (sezon 1978/1979)

Auxerre
- 3. miejsce w Ligue 1 (sezon 1983/1984)

Clermont Foot
- Awans w sezonie 1987/1988 do Ligue 2

Reprezentacja Polski
- 3. miejsce na młodzieżowych mistrzostwach Europy w 1974 roku
- 3. miejsce na mistrzostwach świata w 1974 roku
- 2. miejsce na igrzyskach olimpijskich w Montrealu w 1976 roku
- 3. miejsce na mistrzostwach świata w 1982 roku

Indywidualne
- Król strzelców II ligi w sezonie 1971/1972 – 15 bramek
- Król strzelców igrzysk olimpijskich w Montrealu – 6 bramek

### Trenerskie
Clermont Foot
- Awans w sezonie 1987/1988 do Ligue 2

LB Châteauroux
- Awans w sezonie 1990/1991 do Ligue 2

## Nagrody i wyróżnienia
- Najlepszy obcokrajowiec Ligue 1 w sezonie 1980/1981 i 1981/1982[19]
- Krzyż Kawalerski Orderu Odrodzenia Polski (2005)[114]
- Jedenastka wszech czasów Auxerre w plebiscycie L’Yonne Républicaine w 2005 roku[115]

## Życie prywatne

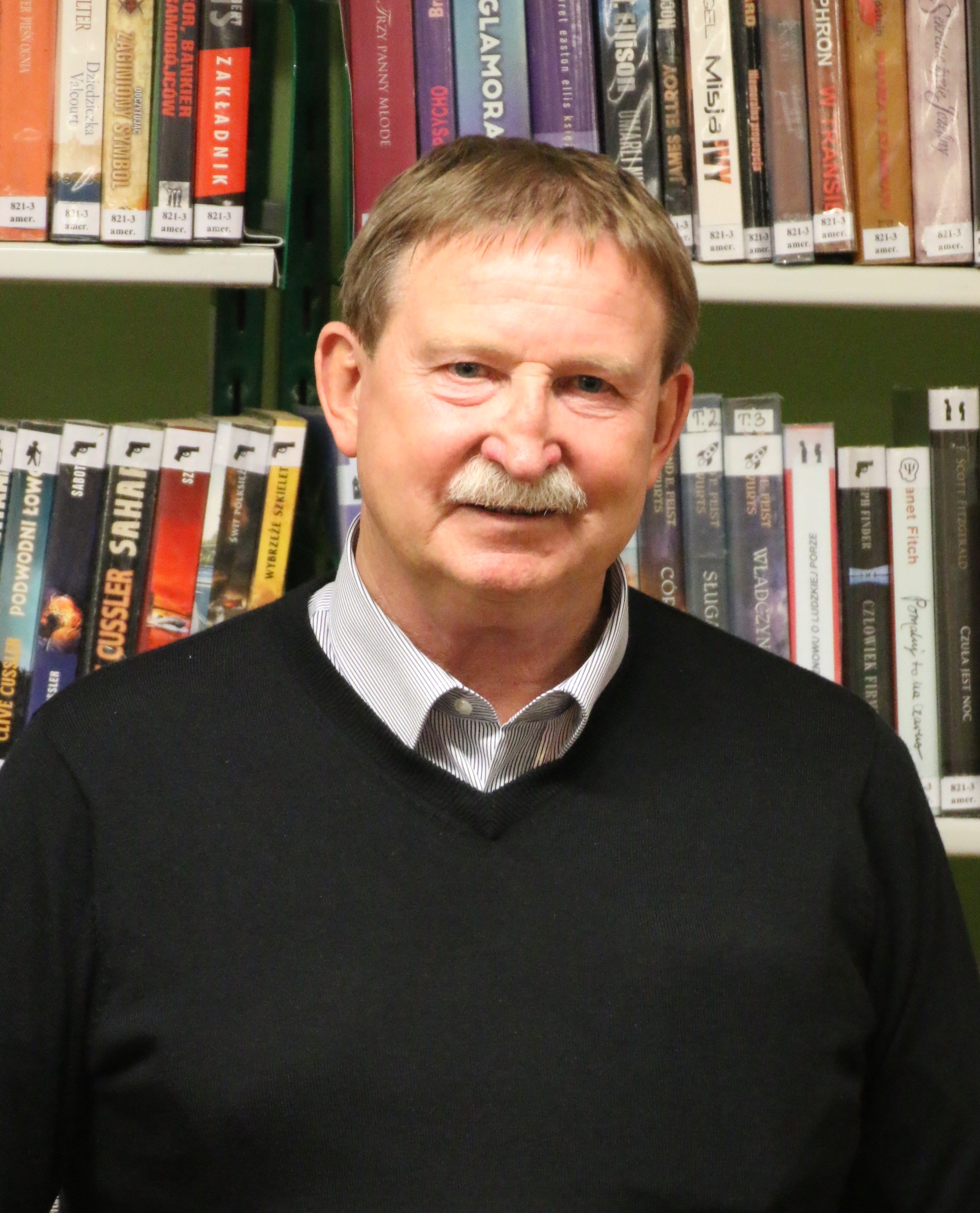
Andrzej Szarmach podczas spotkania w Bibliotece Publicznej w Ożarowie Mazowieckim (2017)

Andrzej Szarmach wziął w maju 1974 roku ślub z Małgorzatą, którą poznał w 1972 roku w zabrzańskiej kawiarni Pod Gronem. Ma dwójkę dzieci – Tomasza i Tamarę – oraz czworo wnucząt – Ivana, Adama, Aksela i Kassandrę. Był ambasadorem mistrzostw Europy rozgrywanych w Polsce i na Ukrainie. W 2017 roku we współpracy z dziennikarzem sportowym Jackiem Kurowskim wydał książkę pt. Andrzej Szarmach. Diabeł nie anioł. Szarmach posiada obywatelstwo francuskie.